# Massalfassar
Massalfassar – gmina w Hiszpanii, w prowincji Walencja, we wspólnocie autonomicznej Walencja, o powierzchni 2,53 km². W 2011 roku liczyła 2388 mieszkańców.
W miejscowości jest stacja kolejowa Massalfassar.